# گابریل بارکی
گابریل بارکی (Gabriel Barkay؛ به عبری: גבריאל ברקאי؛ تلفظ عبری: گاوریل بارکای) باستان‌شناس اسرائیلی است.

## اوایل زندگی و تحصیل
او در سال ۱۹۴۴م. در گتوی بوداپست مجارستان به دنیا آمد و در سال ۱۹۵۰م. به اسرائیل مهاجرت کرد.
بارکی باستان‌شناسی، دین‌شناسی تطبیقی، و جغرافیا را در دانشگاه تل آویو تحصیل کرد، و دکترای باستان‌شناسی خود را در سال ۱۹۸۵م. از همان دانشگاه دریافت کرد. رسالهٔ دکترای او در مورد نقش مهر LMLK روی دستهٔ کوزه‌ها بود. او با دیوید آسیشکین در کاوش‌های لاچیش شرکت کرد. زمینه‌های علمی مورد علاقه او شامل: باستان‌شناسی اورشلیم، باستان‌شناسی کتاب مقدس، تدفین و آداب و رسوم تدفین، هنر، کتیبه‌نگاری، و مُهرسازی عصر آهن است.

## کاوش‌های باستان‌شناسی

### مقابر دورهٔ اول معبد
بارکی به همراه دیوید آسیشکین بین سال‌های ۱۹۷۱–۱۹۶۸م. گورستان سیلوان مربوط به دوران سلطنت یهود در عصر آهن را بررسی کردند، این گورستان شامل ۵۰ مقبرهٔ تراشیده شده در سنگ مربوط به مقامات عالی دولتی یهودایی بوده‌است. بارکی همچنین در اوایل دهه ۱۹۷۰ میلادی مقبره‌های عصر آهن را در محوطه اکول بیبلیک کاوش کرد.

### طومارهای دعای روحانیون
معروف‌ترین اکتشافات دکتر بارکی شامل دو طومار نقره‌ای تعویذ است که حاوی ادعیهٔ روحانیون از کتاب سفر اعداد است (Numbers 6:24–26الگو:آیه کتاب مقدس به‌همراه کتاب نامعتبر)، او این طومارها را در سال ۱۹۷۹م. در مقبرهٔ دورهٔ اولِ معبد در کتف هینوم کشف کرد. این تعویذ‌ها حاوی قدیمی‌ترین کتیبهٔ کشف شده مربوط به کتاب مقدس تا به امروز است، و قدمت آن به قرن ۷ پیش از میلاد بازمی‌گردد و تاکنون تنها مدرک باستان‌شناسی مبنی بر این است که قطعاتی از کتاب مقدس عبری، به شکلی که می‌شناسیم، در دورهٔ اول معبد در گردش بوده‌است.

### پروژهٔ غربالگری حرم شریف
او در سال ۲۰۰۵م. همراه با زاکای ایتسخاگ دیویغا، پروژهٔ غربالگری حرم شریف را که توسط بنیاد ایر-دیوید تأمین مالی می‌شد، سرپرستی کرد، و به بازیابی مدارک باستان‌شناسی از ۴۰۰ کامیون خاک حاصل از کاوش حرم شریف توسط واقف و جنبش اسلامی اسرائیل بین سال‌های ۲۰۰۱–۱۹۹۶م. پرداخت. این ساختمان شامل بنایی زیرزمینی به نام مسجد المروانی در میان سازه‌ای باستانی برجای مانده از قرون وسطی به نام اصطبل سلیمان است، خاک غربال شده، حاصل از حفاری یک گودال عظیم برای ورود به سازه و کاهش سطح سکو در ناحیهٔ شمال تا ورودی بوده‌است.
یکی از یافته‌های این پروژه یک مهر گلی کروی (مهر گلی کروی که برای مهر و موم اسناد استفاده می‌شده) منتسب به قرن ۷ پیش از میلاد است که به "مهر بیت‌لحم" معروف شده. علاوه بر این دکتر بارکی اولین ترجمهٔ کتیبهٔ سه خطی عبری را با این مضمون پیشنهاد کرد: "در هفتمین سال، بیت‌لحم، برای پادشاه".
بارکی در مطالعاتش بر یافته‌های دورهٔ بیزانس، شامل سفال‌ها و سکه‌ها، از جمله سکه‌های کمیاب، متمرکز بود، با این حال به عناصر معماری برخی از کلیساها نیز توجه داشت. برخی از محققان برای تصدیق پیشگویی عیسی که گفته‌است: «حتی یک سنگ از مجموعه حرم شریف باقی نخواهد ماند.» (Mark 13:2, Luke 21:6, Matthew 24:2الگو:آیه کتاب مقدس به‌همراه کتاب نامعتبر) ادعا می‌کنند که این مکان توسط حاکمان مسیحی تخلیه شده‌است. و بر کلیسای رستاخیز تأکید می‌کنند، اما یافته‌های بارکی اثبات می‌کند که، در دورهٔ بیزانس حرم شریف مرکز توجه بوده‌است، چراکه احتمالاً این مکان دارای کلیساها و بازار بوده‌است.

## تدریس
بارکی در حال حاضر یک مدرس مدعو در دانشگاه برایلان و کالج دانشگاه اورشلیم در کوه صهیون است.

## حضور رسانه‌ای
بارکی اغلب در برنامهٔ «باستان‌شناس صریح» در شبکهٔ تلویزیونی هیستوری حاضر می‌شود، این برنامه توسط سیمخا یاکوبویچی میزبانی می‌شود. او همچنین در سال ۲۰۰۵م. در مستند The Real Da Vinci Code با اجرای بازیگر بریتانیایی تونی رابینسون که شهرتش بابت بازی در سریال بلک‌ادر است حاضر شد، و نظراتش را در مورد فرضیهٔ کشف اسناد محرمانه مربوط به نسل عیسی مسیح توسط شوالیه‌های معبد در زیر حرم شریف، که پیش‌تر توسط مایکل بایجنت، ریچارد لی و هنری لینکلن در کتابی جنجالی به نام خون مقدس و جام مقدس، نگاشته شده بود، مطرح کرد. به نظر بارکی، هیچ مدرکی مبنی بر اینکه شوالیه‌های معبد در این منطقه حفاری کرده باشند وجود ندارد، و ابزارهای موجود در آن زمان هم برای به اندازهٔ کافی برای حفاری و رسیدن به بقایای ساختمان‌های مورد نظر کافی نبوده‌است. همچنین در سال ۲۰۰۵م. بارکی در مستند «انجیل علیه کتاب مورمون»، تولید شده توسط Living Hope Ministries در شهر بریگام سیتی، یوتا حاضر شد و در این مستند نظر خود را دربارهٔ میزان مطابقت مستندات باستان‌شناسی با روایات کتاب مقدس، ارائه کرد.

## جوایز
در سال ۱۹۹۶م. بارکی جایزه اورشلیم را برای یک عمر فعالیت به عنوان باستان‌شناس اورشلیمی دریافت کرد. او در سال ۲۰۱۴م. جایزه مسکوویتز برای صهیونیسم را دریافت کرد.